# Нох-Варр
Нох-Варр (англ. Noh-Varr) — супергерой комиксов издательства Marvel Comics. В начале своей карьеры действовал под псевдонимом Марвел Бой (англ. Marvel Boy). Впервые он появился в 2000 году в собственной ограниченной серии Marvel Boy. Впоследствии участвовал в событиях комиксов Civil War: Young Avengers/Runaways и New Avengers: Illuminati. После значительного участия в Secret Invasion появился в серии Dark Avengers, где использовал имя Капитан Марвел (англ. Captain Marvel). После ухода из команды действовал как Защитник (англ. Protector).
В 2013 году Нох-Варр занял 2 место в списке 50 самых сексуальных мужских персонажей в комиксах по версии ComicsAlliance.

## История публикаций
Впервые Марвел Бой появился в ограниченной серии, состоящей из шести выпусков. Номера выпускались с августа 2000 до марта 2001, в рамках сюжетной линии Marvel Knights. Сценаристом серии выступил Грант Моррисон, в то время как её иллюстрацией занимался Джей Джи Джонс (совместно с Шоном Парсонсом). Молодой Нох-Варр был главным героем серии. Впоследствии он играл важную роль в сюжете Secret Invasion, который служил прологом для Dark Reign. Нох-Варр появился в рамках комикса Dark Avengers, где был завербован Норманом Озборном в Тёмные Мстители и недолгое время действовал под псевдонимом Капитан Марвел. Автор серии Брайан Майкл Бендис сказал: «Норман может ввести пришельца в команду, который является одним из Анти-Скруллов. Это как если, Вы ненавидите Скруллов? Ну, этот парень убивает Скруллов для жизни! Он прибыл на нашу планету, чтобы убить Скруллов!»". Нох-Варр появился в серии Dark Avengers с 1 по 6 выпуск.
В качестве Защитника он появляется в серии Avengers, начиная с #2 (Август 2010), и действует вплоть до его увольнения в #27 (Август 2012).
Марвел Бой появляется в серии Young Avengers, авторства Кирона Гиллена и Джейми Маккелви.

## Биография
Нох-Варр служил на борту межзвёздной шхуны Marvel, где располагался экипаж 18-й Дипломатической Структуры Крии. Вместе с командой он прошёл миллионы альтернативных реальностей на пути домой. Во время пребывания во Вселенной Marvel корабль был сбит приспешниками межгалактического террориста Доктора Мидаса, черпающего свою силу за счёт поглощения космических лучей. Мидас сбивает Marvel в попытках получить больше космических лучей от двигателя корабля. В то время как все его друзья и близкие погибли, Нох-Варр остался единственным выжившим.
Нох-Варр столкнулся с разумной корпорацией Хексус, которая была освобождена из защитной клетки после крушения Marvel. Корпорация превратилась в живое существо, охватившее планету. Переименовав Землю в Д2К1, корпорация отметила планету гигантской биолюминисцентной буквой «Х». Нох-Варр вторгся в центр управления Хексус, где взломал её главную сеть и передал секреты корпорации конкурентам, что привело к её банкротству.
Юный Крии вступает в сражение с приспешниками Мидаса, в частности он ведёт бой с его дочерью Экстерминатрикс. Он терпит поражение, после чего Мидас решает убить его, однако Экстерминатрикс спасает его, после чего они сбегают. Они заключают союз, ввиду взаимной ненависти к Мидасу. В то время как Мидас сражается с Нох-Варром, Экстерминатрикс, используя голову одного из Безмолвных, отправляет отца в Тёмное Измерение. Нох-Варра же захватывают агенты Щ.И.Т.а и помещают в тюрьму, известную как Куб. Находясь в заточении, Нох-Варр объявляет войну Земле и человечеству.

### Новые Мстители: Иллюминаты
На одном из своих заседаний Иллюминаты обсуждают Нох-Варра. Профессор Икс, Мистер Фантастик, Чёрный Гром, Железный человек, Доктор Стрэндж и Нэмор обеспокоены, что молодой пришелец объявил войну Земле. Они посещают его в Кубе, с целью изменить его мнение по поводу человечества. Иллюминаты рассказывают ему о наследии, которое оставил Капитан Марвел и предлагают ему заменить его, добавляя, что он может жить как герой или провести остаток своей жизни в Кубе. В конечном итоге, они оставляют его перед выбором.

### Гражданская война
Во время заточения в Кубе Нох-Варр был взят под контроль смотрителем тюрьмы. Он верил, что голос, который звучит в его голове, принадлежит Плексу. В скором времени его посещает директор Щ. И.Т.а Мария Хилл. Она решает использовать Нох-Варра для поимки команды супергероев-подростков, Беглецов.
Когда Хилл отправляет его на миссию, Нох-Варр достигает Беглецов и Молодых Мстителей и жестоко подавляет их действия. Узнав, что Нох-Варр успешно справился с заданием, смотритель отзывает его обратно в Куб. Когда Молодые Мстители и Беглецы штурмуют Куб, Нох-Варр вновь вступает с ними в бой, однако проигрывает его. Затем Вижен освобождает его от контроля Куба. Нох-Варр же берёт Куб под свой контроль, заявив, что это будет новая столица империи Крии.

### Секретное вторжение
Во время вторжения Скруллов, один из представителей этой инопланетной расы проникает в Куб и освобождает всех заключённых, в результате чего между ними завязывается потасовка. Вступив в битву со Скруллом, Нох-Варр убивает его, после чего покидает тюрьму, чтобы бороться с вторжением. По пути он обнаруживает умирающего Кхн’нра. Первоначально он принимает его за Капитана Марвела, которого считает позором для Крии и не желает его слушать Кхн’нр же провозглашает его защитником Земли и просит его стать тем героем, которым когда-то был Капитан Марвел. Нох-Варр был потрясён этим откровением, в особенности когда тот принимает свой первоначальный облик Скрулла.
После раздумий по поводу того на чьей стороне он должен держаться в этой войне, Нох-Варр присоединяется к земным героям и помогает им в битве за Нью-Йорк. Несмотря на то, что его считают героем, Нох-Варр всё ещё сомневается в своём героизме и, не зная, что ему делать дальше, возвращается обратно в Куб.

### Тёмные Мстители
Некоторое время спустя после вторжения Скруллов Нох-Варра посещает директор М. О.Л. О.Т.а (реформированного Щ. И.Т.а) Норман Озборн и высказывает восхищение его способностями. Говоря, что он руководствуется исключительно благими целями по защите Земли, Озборн просит Нох-Варра стать частью его команды и взять личность Капитана Марвела, на что юный Крии соглашается.
Первой миссией команды становится оказание помощи Доктору Думу в Латверии, где он был атакован тёмной колдуньей Морганой ле Фей. Там Нох-Варр сражается с мистическими существами, сражаясь бок о бок с другими Тёмными Мстителями. Во время возвращения в Особняк Мстителей его соблазняет Мунстоун, к которой он начинает испытывать влечение. Вечером того же дня они проводят ночь вместе. После секса с Нох-Варром Карла включает телевизор, где Озборн отчитывается за действия команды. Из разговора с Карлой, Нох-Варр узнаёт, что все его товарищи по команде преступники, притворяющийся героями. Этой же ночью он сбегает от них.

### После Тёмных Мстителей
Сбежав от Нормана Озборна, Нох-Варр пытается понять своё предназначение на Земле. Он находит Росомаху и рассказывает ему, что целью Озборна была лаборатория, занимающаяся производством суперсолдат в рамках «Оружия Икс». Вместе с ним и Фантомексом ему удаётся нарушить планы его бывшего босса. Некоторое время спустя он завязывает дружеские отношения с девушкой по имени Энни. В то же время его находит Часовой, чтобы вернуть его к Озборну. Между ними завязывается сражение, в результате которого Нох-Варру удаётся сбежать от него. Он проникает в заброшенное здание, где входит в контакт с Высшим Разумом.

Нох-Варр как Защитник. Dark Avengers Annual #1 (Декабрь 2009). Художник — Крис Бачало.

Высший Разум рассказывает ему, что после вторжения Скруллов Нох-Варр оставил Землю в большой опасности, в ещё большей чем она была раньше. Высший Разум даёт ему новую силу и нарекает его Защитником Земли. У него появляется новый костюм, который также помогает ему избежать преследования Тёмнымх Мстителей. Он находит Энни и благодарит её за помощь, после чего телепортируется. В это же время за ним наблюдают Баки Барнс и Стив Роджерс, которые размышляют, может ли он стать их союзником в войне против Озборна.

### Последствия
Спустя некоторое время после событий Dark Avengers Annual #1 Нох-Варр путешествует с Энни. Неожиданно на них нападает женщина, облачённая в высокотехнологичный костюм. Они хочет испытать нового Защитника. Нох-Варр облачается в броню и вступает с ней в бой, однако не использует свою полную силу. Поняв это, она атакует гражданских, которых Защитник, тем не менее, успевает спасти. Женщиной, которая его атаковала оказывается Энни из будущего, однако она отказывается объяснять ему, что только что произошло.

### Век Героев
Нох-Варр вступает в команду Мстителей, чтобы помочь им построить машину времени для сохранения будущего. Железный человек выбирает его, так как он разбирается в расчётах для пространственно-временных перемещений. Старк также предлагает ему работу по разработке новых технологий, однако Нох-Варр отказывается, так как не хочет открывать землянам технологии Крии, из-за которых они могут сами себя уничтожить. Он создаёт аппарат, который позволяет увидеть Мстителям множество вариантов развития будущего, в том числе MC2, Marvel 2099, Дни минувшего будущего и Век Апокалипсиса. Затем Защитник помогает Мстителям в бою с Чудо-человеком, убеждённого, что реформирование команды было ошибкой. Тот уничтожает машину времени. После этого он участвует в битве против Апокалипсиса и его всадников. Выясняется, что такие герои как Алая Ведьма, Человек-паук и Росомаха могут стать новыми всадниками. Нох разговаривает с Человеком-пауком, обескураженным от возможного будущего, пытаясь подбодрить его шуткой. Затем он принимается строить новую машину времени. Отправившись в будущее вместе с Росомахой, Капитаном Америкой и Железным человеком, он и другие были быстро побеждены возможными будущими Мстителями во главе с их лидером Маэстро.

### Мстители против Людей Икс
В сюжетной линии Avengers vs. X-Men Нох-Варр находит секретную базу АИМ. Вместе с другими Мстителями он берёт под арест всех учёных, которые прятались после свержения Озборна с поста. После этого Нох-Варр беседует с Высшим Разумом, который рассказывает ему о пришествии силы Феникса и требует, чтобы тот захватил её, даже если на его пути встанет кто-то из его товарищей Мстителей . Перед миссией он прощается с Энни. Находясь в космосе после того, как Мстителям не удалось сдержать Феникса, Нох-Варр выясняет, что Мьёльнир, молот Тора, может поглощать и наносить повреждения сущности Феникса. Собранную энергию он собирается доставить Крии. Доставив энергию Высшему Разуму, Нох-Варр узнаёт, что тот планирует использовать её против Земли, мира который Нох так полюбил. Услышав это, он сбегает и сталкивается с Мстителями. Те забирают её и изгоняют Нох-Варра из команды, запрещая ему возвращаться на Землю. После этого Нох-Варр спасается от преследования Крии.

### Молодые Мстители
Поскольку он не хотел покидать Землю, Нох-Варр установит спутниковую базу на орбите. Он новь берёт себе имя Марвел Бой и становится частью Молодых Мстителей. Помимо этого у него завязываются романтические отношения со своим товарищем по команде Кэти Бишоп.

## Силы и способности
Нох-Варр является Крии (из другой реальности). В юности в его тело было введено ДНК таракана, благодаря чему его кожа стала покрыта барабанными перепонками. Благодаря этому он, по его же словам, обладает улучшенным слухом. ДНК таракана также дало ему повышенные рефлексы, сверхчеловеческую силу (поднимает до 25 тонн), скорость и прочность тела, которые превышают физические характеристики обычного человека и представителя расы Крии. Он обладает способностью перенаправлять свои неврологические импульсы в тело другого существа, тем самым избегая физической боли. В Civil War: Young Avengers/Runaways он за 5 секунд выводит из строя Хавин, Каролину Дин, Виккана и Халкинга.
Он обладает способностью контролировать размеры своего тела и содержание адреналина. По желанию он может перейти в режим Белой пробежки, с помощью которого он блокирует все контратаки противника. Поскольку он является носителем ДНК насекомого, Нох-Варр обладает способностью ходить по стенам и потолкам.
Он может переварить любое органическое вещество без каких-либо побочных эффектов. Таким образом он может съесть гниющие и отравленные продукты, а также непродовольственные товары вроде картона и бумаги. Эту способность Нох-Варр использует, чтобы оправиться от ран и сильного стресса.
В слюне Нох-Варра содержатся биологические активные вещества, которые при желании самого Нох-Варра заражают того, с кем он вступает в контакт. Это вызывает галлюцинации, а также позволяет Нох-Варру контролировать рассудок жертвы. Он может управлять ростом своих ногтей, контролируя их плотность. Эти ногти также отравлены. Ногти он может оставить в теле противника, после чего взорвать.
Будучи Защитником, он обладает улучшенным костюмом, оснащённым технологиями Крии. В бою он использует пару бластеров и гранаты. Вместе с тем Нох-Варр очень умён и в состоянии построить машину времени за короткий срок.

## Другие версии

### Superspectrum Worlds
Путешествуя на Marvel Нох-Варр сталкивается с злобной версией самого себя и с версией, которая взяла личность Капитана Америки как супергероя.

## Вне комиксов

### Видеоигры
- Защитник появляется в игре «Lego Marvel Super Heroes».